# Milwaukee Badgers
Los Milwaukee Badgers fueron un equipo profesional de fútbol americano con sede en Milwaukee, Wisconsin que jugaron en la National Football League de 1922 a 1926. Jugaron como locales en el Athletic Park, después conocido como Borchert Field, en Milwaukee. El equipo fue notable por tener un número considerable de jugadores afroamericanos para su época.
Después de que el equipo se retirara después de la temporada de 1926, principalmente debido a una multa de $500 dólares que los dejó en bancarrota por usar a cuatro jugadores de preparatoria en un partido en 1925 contra los Chicago Cardinals, muchos de sus jugadores participaron en el equipo independiente semi-profesional Milwaukee Eagles.  Otros pocos terminaron jugando en el equipo de los Pittsburgh Pirates en 1933, el cual luego sería conocido como los Steelers. Esto ha llevado al error de creer que los Badgers se convirtieron en los Steelers.

## Miembros delSalón de la Fama
Jimmy Conzelman, Clases de 1964
Johnny "Blood" McNally, Clase of 1964 (miembro inaugural)
Fritz Pollard, Clase de 2005

## Otros jugadores
Paul Robeson

## Temporada por temporada
| Año  | V | D | E | Posición Final | Entrenador                     |
| ---- | - | - | - | -------------- | ------------------------------ |
| 1922 | 2 | 4 | 3 | 11º            | Jimmy Conzelman, Budge Garrett |
| 1923 | 7 | 2 | 3 | 3º             | Jimmy Conzelman                |
| 1924 | 5 | 8 | 0 | 12º            | Hal Erickson                   |
| 1925 | 0 | 6 | 0 | 16º            | Johnny Bryan                   |
| 1926 | 2 | 7 | 0 | 15º            | Johnny Bryan                   |